# Ким Су Джи
Ким Су Джи (кор. ?, 김수지?; род. 16 февраля 1998, Кёнсан-Намдо) — корейская прыгунья в воду, бронзовый призёр чемпионатов мира 2019 и 2024 годов, участница летних Олимпийских игр 2012 года, член сборной Южной Кореи по прыжкам в воду.

## Биография
Ким Су Джи родилась в 1998 году, проживает и тренеруется в Сеуле.
В 2012 году приняла участие в летних Олимпийских играх в Лондоне. Выступала в прыжках с 10-метровой вышки. На тот момент была самая молодая участница соревнований по прыжкам в воду.
На Универсиаде 2017 года в Тайбэе сумела завоевать две награды (серебро и бронзу) в прыжках с 3-х метрового трамплина.
На домашнем чемпионате мира в Кванджу завоевала бронзовую медаль в прыжках с метрового трамплина, набрав сумму 257,20 баллов.
На чемпионате 2024 года в Катаре, корейская спортсменка завоевала две бронзовые медали на трёхметровом трамплине: в индивидуальных соревнованиях и в миксте.